# Ctenicera mertoni
Ctenicera mertoni là một loài bọ cánh cứng trong họ Elateridae. Loài này được Knull miêu tả khoa học năm 1959.